# 里科特
里科特，是西班牙穆尔西亚自治区的一个市镇。总面积88平方公里，总人口1556人（2001年），人口密度18人/平方公里。